# Alpioniscus metohicus
Alpioniscus metohicus är en kräftdjursart som beskrevs av Pljakic 1971. Alpioniscus metohicus ingår i släktet Alpioniscus och familjen Trichoniscidae. Inga underarter finns listade i Catalogue of Life.